# Nick Principe

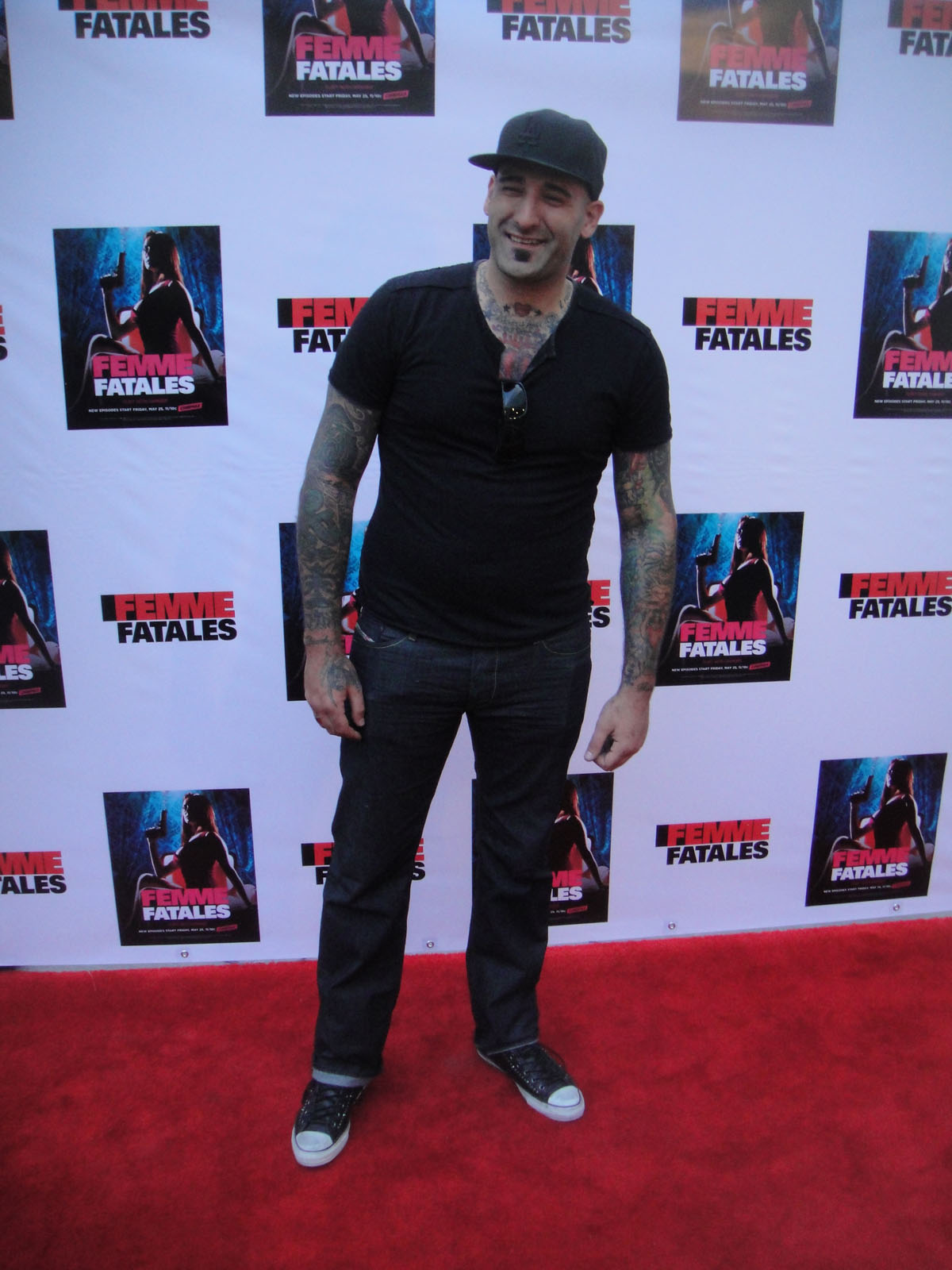
Nick Principe (2012)

Nicholas „Nick“ J. Principe (* 30. Dezember 1978 in Warwick, Rhode Island) ist ein US-amerikanischer Schauspieler, Stuntman und Stunt Coordinator, Filmschaffender und ehemaliger Sänger der Hardcore-Punk-Band CTK. Als Schauspieler wirkt er vor allem an Horrorfilmen, speziell aus dem Genre der Slasher-Filme mit.

## Leben
Principe wurde am 30. Dezember 1978 in Warwick geboren und wuchs in Providence auf. Während seiner Zeit in Boston war er Sänger der Band CTK (Closer Than Kin). Später zog er von Providence nach Los Angeles mit dem Gedanken, Widersacher in verschiedenen Filmen zu verkörpern. Dabei bemerkte er, dass die meisten solcher Rollen durch Stuntmen dargestellt wurden. Mit Kenntnissen von Kempō Karate und Mixed Martial Arts absolvierte er eine Ausbildung zum Schauspieler. Während seiner Zeit in Los Angeles Mitte der 2000er Jahre sammelte er außerdem erste Erfahrungen als assistierender Filmproduzent.
Mitte der 2000er Jahre erhielt Principe erste Rollen in Spiel- und Fernsehfilmen. 2009 spielte er im Horrorfilm Laid to Rest die Rolle des Chromeskull. Im November 2012 war er einer der Stargäste der Weekend of Horrors. 2014 spielte er in Seed 2, Fortsetzung von Seed aus dem Jahr 2007 von Uwe Boll, mit. 2015 hatte er eine Nebenrolle im Fernsehhorrorfilm Lavalantula – Angriff der Feuerspinnen inne. Im selben Jahr wirkte er im Musikvideo zum Lied Repentless der Band Slayer mit. Im Folgejahr war er außerdem im Musikvideo der Band Chevelle zum Lied Door to Door Cannibals zu sehen. Zusätzlich war er 2016 unter anderen in den Filmen The Purge: Election Year und Villain Squad – Armee der Schurken zu sehen. 2020 schrieb er das Drehbuch für das Musikvideo zum Lied Freedom Dies der Band Death Before Dishonor, für das er auch für die Regie verantwortlich war.

## Filmografie (Auswahl)

### Schauspiel
- 2006: Honor
- 2006: Prison of Death (Death Row, Fernsehfilm)
- 2006: Twilight Thirst (The Thirst)
- 2007: Sands of Oblivion – Das verfluchte Grab (Sands of Oblivion)
- 2007: Big Stan
- 2009: Laid to Rest
- 2010: Hatchet II
- 2011: The FP
- 2011: Stitched (Kurzfilm)
- 2011: Chromeskull – Laid to Rest 2 ( Chromeskull: Laid to Rest 2)
- 2011: Madison County
- 2011: All Superheroes Must Die
- 2011: Emmanuelle Through Time: Emmanuelle’s Supernatural Sexual Activity (Fernsehfilm)
- 2012: The Summer of Massacre
- 2012: Emmanuelle Through Time: Emmanuelle’s Skin City (Fernsehfilm)
- 2012: Femme Fatales (Fernsehserie, Episode 2x09)
- 2013: Self Storage
- 2013: Army of the Damned – Willkommen in der Hölle (Army of the Damned)
- 2014: The Man in the Corner of My Eye (Kurzfilm)
- 2014: Seed 2
- 2014: Collar
- 2014: Disciples
- 2014: American Muscle
- 2014: The Horrors of AutoCorrect (Kurzfilm)
- 2014: Die Sex-Wette – The Winner Takes It All (The Opposite Sex)
- 2014: Cut (Kurzfilm)
- 2014: Catch of the Day
- 2015: Nobody Can Cool
- 2015: Almost Mercy
- 2015: Tales of Halloween
- 2015: Lavalantula – Angriff der Feuerspinnen (Lavalantula, Fernsehfilm)
- 2015: Bad Things (Kurzfilm)
- 2016: The Other Wife (Fernsehfilm)
- 2016: Restoration
- 2016: Queen Wasp (Kurzfilm)
- 2016: The Last Heist
- 2016: All Superheroes Must Die 2: The Last Superhero
- 2016: The Purge: Election Year
- 2016: Villain Squad – Armee der Schurken (Sinister Squad)
- 2016: Arlo – The Burping Pig
- 2016: The Demon Hunter (Don’t Kill It)
- 2016: To Die to Sleep Perchance to Dream (Kurzfilm)
- 2017: Finding Mother
- 2017: Altitude – Die Hard in the Sky (Altitude)
- 2017: Stockholm
- 2017: The Black Room
- 2017: Bloodsucka Jones vs. The Creeping Death
- 2017: Auf der Suche nach dem Weihnachtsmann (Saving Christmas)
- 2018: Extremity – Geh an deine Grenzen (Extremity)
- 2018: FP2: Beats of Rage
- 2018: American Nightmares (Mr. Malevolent)
- 2018: Virus of the Dead
- 2019: The 27 Club
- 2019: Vault
- 2019: Xenophobia
- 2019: Bound X Blood: The Orphan Killer 2
- 2020: Abracadabra (Miniserie, 2 Episoden)
- 2020: A Bad Cop in a Bad Mood (Kurzfilm)
- 2020: Agent Toby Barks
- 2020: Sky Sharks
- 2021: Baphomet
- 2022: Tales from the Other Side
- 2022: Junkyard Dogs

### Stunts
- 2006: Dead and Deader – Die Invasion der Zombies (Dead and Deader, Fernsehfilm)
- 2007: Lesser of Three Evils
- 2008: Killer Pad
- 2011: Madison County
- 2013: Army of the Damned – Willkommen in der Hölle (Army of the Damned)
- 2014: Seed 2
- 2014: American Muscle
- 2014: Cut (Kurzfilm)
- 2015: Almost Mercy
- 2016: The Purge: Election Year
- 2016: Some Freaks
- 2016: Arlo – The Burping Pig
- 2017: Restraint

### Produktion
- 2006: Honor
- 2006: Bottoms Up
- 2007: Jennas Kuchen – Für Liebe gibt es kein Rezept (Waitress)
- 2007: A Tribute to Les Paul (Fernsehspecial)
- 2014: Penance (Kurzfilm)
- 2014: Shadowplay (Kurzfilm)
- 2014: Cut (Kurzfilm)
- 2016: Grindsploitation
- 2017: Stockholm

### Regie
- 2014: Penance (Kurzfilm; auch Drehbuch)
- 2014: Shadowplay (Kurzfilm; auch Drehbuch)
- 2016: Grindsploitation
- 2018: Virus of the Dead (auch Drehbuch)